# ワーカーズ・ダイジェスト
『ワーカーズ・ダイジェスト』は、日本の小説家津村記久子による小説である。
『小説すばる』で2010年9月号から11月号まで連載された「ワーカーズ・ダイジェスト」の他に、
同誌の2008年4月号に掲載された「オノウエさんの不在」を収録した単行本『ワーカーズ・ダイジェスト』が、2011年3月25日に集英社より刊行される。単行本の装幀は、名久井直子による。単行本の装画は、山城えりかによる。
2011年、第28回織田作之助賞を受賞する。文庫版は、2014年6月25日に集英社文庫より刊行された。

## あらすじ
ワーカーズ・ダイジェスト
奈加子は、大阪にあるデザイン事務所に勤務する傍ら、副業としてライティングの仕事を受けもっている。重信は、東京でナカセガワ工務店という建設会社に勤務している。12月のある日、奈加子は、社長の代理で出向いた打ち合わせで、大阪まで出張してきた重信と出会い、話をするうちに、2人とも翌月の4日に32歳になることを知る。別れた後も、2人はふとした折にお互いのことを思い出す。
オノウエさんの不在
土木・建築関係の会社に勤務しているサカマキは、かつて先輩のオノウエから仕事を教えてもらったこともあり、オノウエのキャリアを模範としているようなところがあった。しかし、サカマキはある日、オノウエが会社でのけ者にされているらしいという噂を耳にする。

## 主な登場人物
ワーカーズ・ダイジェスト
佐藤奈加子
デザイン事務所の社員。
佐藤重信
建設会社の社員。
オノウエさんの不在
サカマキ
土木・建築関係の会社の社員。
オノウエ
土木・建築関係の会社の社員。

## 書評
作家の稲葉真弓は、「湿っぽさのない文章に２人の生き方が表現されている」と評価している。文芸評論家の田中和生は、「日常の小さな喜びが丁寧に描かれている」と評価している。小説家の西加奈子は、「私は、津村作品の魅力は『おもろい、かっこいい、シャイ』の三つが柱で、その土台にあるのが『優しさ』だと思っています。この『ワーカーズ…』も、まさにその三本柱の魅力が発揮されている作品だと思う」と評価している。
大谷大学のウェブページには、「働く男女の葛藤を積み重ねるように丁寧に描き出し、その中に現代の社会背景を浮かび上がらせている」「津村さんはこれまで働く女性の視点で書き続けてきたが、今回の男性の主人公は新たな挑戦。男女の視点がそろったことで、今の日本社会の側面をあぶり出した」との評価が掲載されている。